# Port w Hamburgu

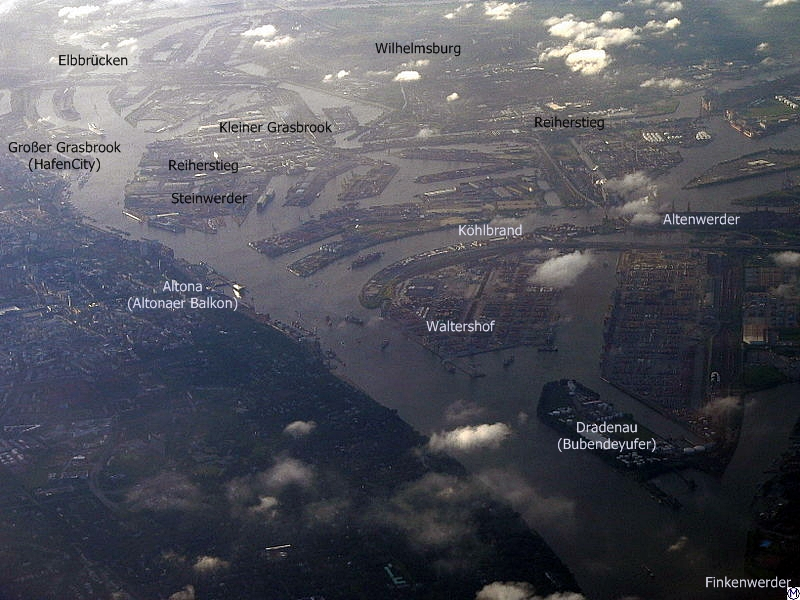
Port w Hamburgu

Port w Hamburgu (niem. Hamburger Hafen) – port morski w Hamburgu na rzece Łaba zlokalizowany 110 km od jej ujścia do Morza Północnego.
Jest to największy port morski w Niemczech, a pod względem przeładunków kontenerów, na 2023 trzecim największym w Europie (po Rotterdamie i Antwerpii) i jeden z najwiekszych świecie. W 2023 przeładowano w nim 7,7 mln TEU.
W porcie istniał wolny obszar celny. Umożliwiał on bezcłowe przechowywanie importowanych towarów, a także import materiałów, które były przetwarzane, przepakowywane, wykorzystywane w produkcji, a następnie reeksportowane bez ponoszenia opłat celnych. Wolny obszar celny został zamknięty w 2013.